# 秀美花鱂
秀美花鱂為輻鰭魚綱鯉齒目鯉齒亞目花鳉科的其中一種，分布於北美洲美國德州及墨西哥北部的Nueces河及Grande河淡水、半鹹水流域，體長可達9.6公分，棲息在泥底質的溝渠、溪流，屬雜食性，生活習性不明，可作為觀賞魚。

## 擴展閱讀
維基物種上的相關：秀美花鱂